# 特羅伊茨科-哈爾齊茲克
特羅伊茨科-哈爾齊兹克（烏克蘭語：Троїцько-Харцизьк），又按俄语名译为特羅伊茨科-哈爾齊斯克，是烏克蘭東部頓涅茨克州顿涅茨克区哈尔齐兹克市镇内的市級鎮。處於克倫卡河畔，始建於1786年，海拔高度109米，2011年人口1,048。